# Altamiragulhake
Altamiragulhake (Geothlypis flavovelata) är en fågel i familjen skogssångare som är endemisk för Mexiko.

## Utseende och läten
Altamiragulhaken är en 12 cm lång, olivgul fågel. Hanen har olivgul ovansida, gul hjässa som kantar en svart ögonmask och bjärt gul undersida med sotgrön anstrykning på flankerna. Honan saknar ögonmasken och har gult ansikte med olivfärgade örontäckare. Benen är skära, näbben svart. Liknande vida spridda gulhaken har grå kant på ögonmasken hos hanen, medan honan är mattare och saknar inslag av gult i ansiktet och på undersidan. Sången består av en fyllig men gnisslig serie som liknar gulhakens sång. Lätet är ett hårt "chrek".

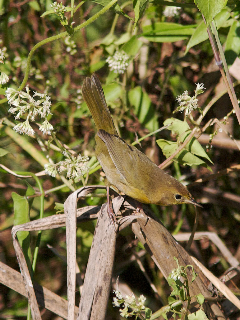

## Utbredning och systematik
Fågeln förekommer i kustnära områden i nordöstra Mexiko (södra Tamaulipas, östra San Luis Potosí och norra Veracruz). Den behandlas som monotypisk, det vill säga att den inte delas in i några underarter.

## Status
Altamiragulhaken har en liten världspopulation med uppskattningsvis endast 2 500–10 000 vuxna individer. Den tros också minska i antal till följd av habitatförlust. Internationella naturvårdsunionen IUCN kategoriserar den som nära hotad (NT).